# بی‌بی‌سی گلوبال ۳۰
بی‌بی‌سی گلوبال ۳۰، (به انگلیسی: BBC Global 30) یکی از شاخص‌های بازار سهام بین‌المللی است، که نخستین بار در ۲۹ سپتامبر ۲۰۰۴ توسط بی‌بی‌سی منتشر شد. این فهرست از مجموعه اطلاعات اقتصادی ۳۰ شرکت بزرگ از ۳ قاره آمریکا، اروپا و آسیا تشکیل شده‌است. فهرست زیر، در ژوئن ۲۰۱۱ منتشر گردید.
| شرکت               | کشور                |
| ------------------ | ------------------- |
| اپل                | ایالات متحده آمریکا |
| ای‌تی اند تی        | ایالات متحده آمریکا |
| برکشایر هاتاوی     | ایالات متحده آمریکا |
| بی‌اچ‌پی بیلیتون     | استرالیا            |
| سی‌ال‌پی گروپ        | هنگ کنگ             |
| کامان‌ویت بانک      | استرالیا            |
| دوپونت             | ایالات متحده آمریکا |
| اکسان‌موبیل         | ایالات متحده آمریکا |
| ژ د اف سوئز        | فرانسه              |
| جنرال الکتریک      | ایالات متحده آمریکا |
| اچ اند ام          | سوئد                |
| اچ‌اس‌بی‌سی           | بریتانیا            |
| هاچیسون وامپو      | هنگ کنگ             |
| جانسون و جانسون    | ایالات متحده آمریکا |
| نستله              | سوئیس               |
| نوارتیس            | سوئیس               |
| ان‌تی‌تی دوکومو      | ژاپن                |
| پروکتر اند گمبل    | ایالات متحده آمریکا |
| ریو تینتو          | بریتانیا            |
| رویال داچ شل       | بریتانیا            |
| سامسونگ الکترونیکس | کره (کشور)          |
| اس آ پ             | آلمان               |
| زیمنس              | آلمان               |
| ساترن کمپانی       | ایالات متحده آمریکا |
| تاکدا              | ژاپن                |
| تویوتا             | ژاپن                |
| وودافون            | بریتانیا            |
| وال‌مارت            | ایالات متحده آمریکا |
| وست‌فارمرز          | استرالیا            |
| وودساید پترولیوم   | استرالیا            |